# Carolyn Cannon-Alfred
Carolyn L. Cannon-Alfred (16 de agosto de 1934 - 29 de agosto de 1987) fue una farmacóloga estadounidense que estableció una clínica médica en el centro-sur de Los Ángeles . Fue profesora asistente de farmacología en la Escuela de Medicina Keck de la Universidad del Sur de California (USC) y farmacóloga principal en Laboratorios Riker . En 1971 fue coautora del Medical Handbook for the Layman. 

## Biografía
Carolyn nació el 16 de agosto de 1934 en Tyler, Texas. Se graduó de la escuela secundaria Emmett J. Scott en 1950. Durante su juventud, fue miembro de la Iglesia Episcopal Metodista de Color de St. James. 
En 1954 obtuvo una licenciatura en la Universidad de Toledo, y más tarde una maestría por la Universidad Howard en 1957. Su tesis se tituló Estudios sobre los efectos agudos de la cortisona, con especial referencia al corazón: influencia del potasio, la digital y la N-Alil-Nor-Morfina (Nallina). 
Se desempeñó como farmacóloga asistente e instructora de farmacología en la Universidad Howard entre 1957 y 1959.  Posteriormente, en 1961, obtuvo un doctorado en farmacología por la Universidad de Georgetown. Su tesis doctoral se tituló La naturaleza de la desensibilización de la cocaína de las respuestas presoras de la efedrina.  

## Trayectoria profesional
Trabajó como farmacóloga principal en Riker Laboratories. En 1962, ocupó un puesto de asociada de investigación en el Hospital Riverside de California. Recibió una beca de investigación de dos años del Instituto Nacional del Corazón en 1964 y se trasladó a la Facultad de Medicina Keck de la Universidad del Sur de California desempeñándose como profesora asistente de farmacología. A lo largo de su carrera se enfocó en la investigación en farmacología cardíaca y autónoma.  
Junto con su esposo, J. Tyrone Alfred, escribieron Medical Handbook for the Layman. Por esto, el ayuntamiento de Los Ángeles honró a Carolyn y su marido por el libro y les presentó una resolución del concejo en una ceremonia en 1971 celebrada en el ayuntamiento. La pareja estableció una clínica médica en el centro-sur de Los Ángeles. Se ha reportado que el deseo de Carolyn era comprar un complejo de apartamentos en el área que pudiera servir como alojamiento para personas mayores.  

## Publicaciones Seleccionadas
Sus publicaciones más relevantes fue el Manual Médico de Layman y el artículo científico basado en su tesis doctoral.
- Alfred, J. Tyrone; Cannon-Alfred, Carolyn (1969). Medical handbook for the layman.
- Cannon, Carolyn; Cowan, F. F.; Koppanyi, T.; Maengwyn-Davies, G. D. (1961-10-13). Explanation of Cocaine Desensitization of Blood Pressure Responses to Ephedrine. Science. 134 (3485): 1075–1077. [8]

## Vida personal
Carolyn Cannon-Alfred estaba casada con J. Tyrone Alfred, con quien tuvo tres hijas. Murió el 29 de agosto de 1987 en un hospital de Los Ángeles después de una enfermedad repentina. 